# كيت هارينجتون (ممثلة)
كيت هارينجتون (بالإنجليزية: Kate Harrington)‏ هي ممثلة أمريكية، ولدت في 8 ديسمبر 1902 في بويسي في الولايات المتحدة، وتوفيت في 23 نوفمبر 1978 في نيويورك في الولايات المتحدة بسبب سكتة دماغية.

## وصلات خارجية
- كيت هارينجتون على موقع IMDb (الإنجليزية)
- كيت هارينجتون على موقع قاعدة بيانات برودواي على الإنترنت (الإنجليزية)
- كيت هارينجتون على موقع قاعدة بيانات الفيلم (الإنجليزية)